# Sermyloides lii
Sermyloides lii là một loài bọ cánh cứng trong họ Chrysomelidae. Loài này được Yang & Li in Li & Jin miêu tả khoa học năm 2002.